# Bandolero!
Bandolero! es una película wéstern estadounidense de 1968 dirigida por Andrew V. McLaglen y protagonizada por James Stewart, Dean Martin, Raquel Welch y George Kennedy. La historia se centra en dos hermanos que huyen de una pandilla, liderada por un sheriff local que quiere arrestar a los fugitivos y liberar a un rehén que tomaron en el camino. Se dirigen al territorio equivocado, que está controlado por bandoleros.

## Argumento
Mace Bishop llega a la ciudad de Val Verde en Texas con la intención de liberar a su hermano Dee de la horca. Dee y su pandilla han sido arrestados por un robo a un banco en el que el miembro de la pandilla Babe Jenkins mató al esposo de María Stoner. Después de liberar a su hermano haciéndose pasar por un verdugo, Mace roba con éxito el banco por su cuenta después de que la pandilla huye con una cuadrilla persiguiéndolos.
Dee toma a María como rehén después de que su pandilla se encuentra con la carreta de María, durante el cual el miembro de la pandilla Pop Chaney dispara y mata al hombre que escoltaba a María. La cuadrilla que los persigue, encabezada por el alguacil local July Johnson y el ayudante Roscoe Bookbinder, persigue a los fugitivos a través de la frontera mexicana hacia un territorio vigilado por bandoleros, a quienes María describe como hombres dispuestos a matar a cualquier gringo que puedan encontrar. María advierte además a Dee que el alguacil la seguirá, porque se han llevado lo único que él siempre ha querido: ella.
A pesar de las protestas iniciales, María se enamora de Dee después de que él la protege de los demás y se encuentra en un dilema. Nunca había sentido nada por el alguacil, ni por su marido, que la había comprado a su familia. La cuadrilla los rastrea hasta un pueblo abandonado y captura a la pandilla. Los bandoleros también llegan, y disparan y matan a Roscoe, por lo que el sheriff libera a los forajidos para que los hombres puedan defenderse.
En este enfrentamiento final, casi todos mueren. Dee es apuñalado fatalmente por el líder de los bandidos, El Jefe, después de que Dee lo golpea salvajemente cuando intenta violar a María. Entonces Mace recibe un disparo de otro. Babe y el pandillero Robbie O'Hare mueren tras matar a varios bandoleros. Pop Chaney muere mientras busca el dinero que robó Mace, y su hijo Joe muere después de intentar rescatarlo. María agarra la pistola de Dee y le dispara a El Jefe, lo que hace que los bandoleros, ahora sin líder, se retiren por completo. María le declara su amor a Dee y finalmente lo besa antes de que muera. Mace le devuelve el dinero al alguacil Johnson antes de caer muerto debido a su herida. María y el alguacil, junto con los pocos que quedan de la cuadrilla, entierran a los hermanos Bishop y a los miembros muertos de la pandilla, después de lo cual María comenta que nadie sabrá quién estaba allí. Luego comienzan el viaje de regreso a Texas.

## Reparto
- James Stewart como Mace Bishop.
- Dean Martin como Dee Bishop.
- Raquel Welch como María Stoner.
- George Kennedy como el alguacil July Johnson.
- Andrew Prine como el ayudante de alguacil Roscoe Bookbinder.
- Will Geer como Pop Chaney.
- Clint Ritchie como Babe Jenkins.
- Denver Pyle como Muncie Carter.
- Tom Heaton como Joe Chaney.
- Rudy Díaz como Ángel.
- Sean McClory como Robbie O'Hare.
- Harry Carey Jr. como Cort Hayjack (como Harry Carey).
- Don "Red" Barry como Jack Hawkins (como Donald Barry).
- Guy Raymond como Ossie Grimes.
- Perry Lopez como Frisco.
- Jock Mahoney como Stoner.
- Dub Taylor como asistente.
- Big John Hamilton como cliente de banco.
- Robert Adler como Ross Harper (como Bob Adler).
- John Mitchum como cliente de la casa de baños.
- Patrick Cranshaw como empleado de banco (como Joseph Patrick Cranshaw).
- Roy Barcroft como cantinero.

## Producción
La película se conocía originalmente como Mace.
La película se rodó en Alamo Village, el plató creado originalmente para El Álamo de John Wayne. Alamo Village está ubicado al norte de Brackettville, Texas. La ubicación cerró en 2009 después de permanecer abierta a las compañías cinematográficas y al público desde 1960. Partes de la película también se rodaron en Kanab Canyon y Glen Canyon en Utah.
Larry McMurtry, el autor de la novela Lonesome Dove, supuestamente rindió homenaje a Bandolero! usando nombres similares para los personajes de su libro. Ambos cuentos comienzan cerca de la frontera con México e involucran a bandoleros. Ambos tienen un alguacil llamado July Johnson y un ayudante llamado Roscoe que viajan una gran distancia en busca de un criminal buscado y la mujer que ha rechazado el amor del alguacil. Ambas historias tienen como protagonista a un forajido carismático llamado Dee, que está a punto de ser ahorcado y que se gana el amor de la mujer antes de morir. En la miniserie Lonesome Dove, los personajes principales pasan dos veces directamente frente al Álamo, o al menos un escenario construido para replicar el Álamo.
Raquel Welch dijo más tarde sobre su actuación: «Nadie va a gritar: 'Guau, es Anne Bancroft de nuevo', pero al menos no soy la señorita sexy corriendo medio desnuda todo el tiempo».
«Creo que va a estar bien», dijo Stewart sobre Welch.

## Recepción
Bandolero! obtuvo una recaudación en alquileres en América del Norte de $ 5,5 millones en 1968.
Según los registros de Fox, la película requería $ 10 200 000 en alquileres para cubrir los gastos y al 11 de diciembre de 1970 había ganado $ 8,800,000, por lo que fue un fracaso de taquilla para el estudio.
La banda sonora de Jerry Goldsmith fue lanzada como LP por Project 3 Records, y años más tarde varias veces en CD. Debido al contrato exclusivo de Dean Martin con Reprise Records, se eliminaron todos los rastros de él de la portada, a pesar de que el álbum es estrictamente instrumental y su voz nunca se escucha.